# 1693年西西里地震
1693年西西里地震是1693年義大利西西里島的一場地震，發生於1月11日，震央位於西西里島東岸。這場地震的地震矩規模達到7.4，是義大利史上規模最大的地震，震度XI（Extreme），造成預估約60,000人死亡。

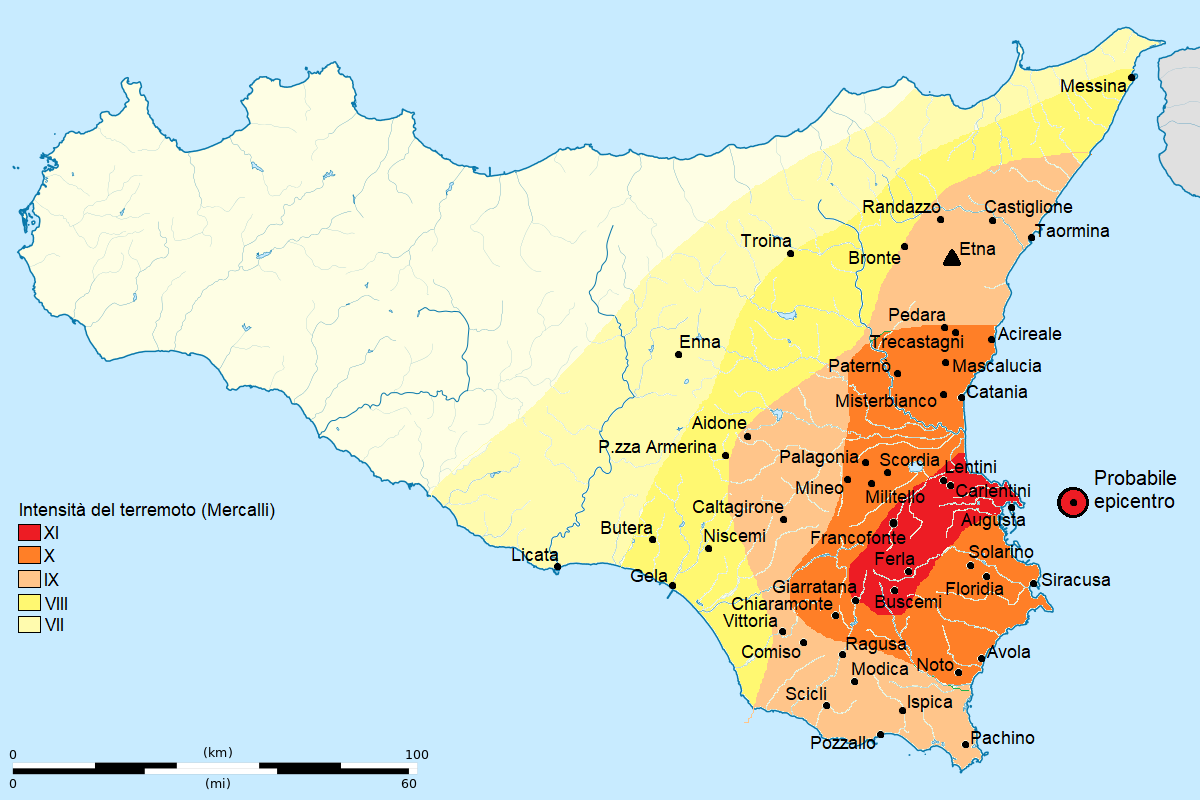
西西里島各地震度

地震造成諾托壁壘地區大規模的破壞，在震後的重建時許多建築採用巴洛克式風格，後被稱為西西里巴洛克。